# 諾爾·蓋勒格
诺尔·加拉格（英语：Noel Thomas David Gallagher，1967年5月29日—），英国摇滚乐歌手、唱作人、音乐家，英国摇滚乐队绿洲乐队(Oasis) 的主音吉他、和声及绝大部分绿洲歌曲的创作者，代表作有《Don't Look Back in Anger》、《The Masterplan》等。
诺尔是绿洲的主唱利亚姆·加拉格 (Liam Gallagher) 的哥哥，二人常因兄弟关系不合、寻滋闹事以及生活作风等话题屡次登上头条而闻名。2009年8月，乐队巡演至法国巴黎时，加拉格兄弟再次闹翻并致使该演出取消，随后诺尔在其个人网站上发布声明，称无法和其弟再次共事并执意退出乐队。绿洲乐队也随之解散。
2011年7月，诺尔在发布会上宣布单飞，另组乐队诺尔加拉格的高飞小鸟（Noel Gallagher's High Flying Birds）并活跃至今。2024年，绿洲乐队宣布重组并在2025年举行一系列全球巡演。

## 职业生涯

### 幼年
1967年5月29日，诺尔·加拉格在英国曼彻斯特的Longsite地区出生，其母佩吉·加拉格 (Peggy Gallagher) 和其父托马斯·加拉格 (Thomas Gallagher) 均为爱尔兰人。诺尔有一个哥哥保罗·加拉格 (Paul Gallagher) 以及一个弟弟利亚姆·加拉格 (Liam Gallagher) ，是三兄弟中的第二个孩子。1972年弟弟利亚姆出生不久之后，加拉格举家搬迁到曼彻斯特郊区的Burnage地区生活。
诺尔拥有一段不愉快的童年经历，其父嗜酒成瘾且有家庭暴力倾向，时常虐待母亲及幼时的兄弟们，如此不安和暴力的环境致使诺尔和大哥保罗一度患有口吃症。在家中，保罗作为长子拥有一个自己的房间，而诺尔则需要和弟弟利亚姆合住一室。1976年，母亲获得了合法分居权。1982年，她最终带着三个孩子离开了丈夫的控制。

### 青年
青年时代的诺尔除了时不时在学校旷课，还常常因偷窃闹事等和警察惹上麻烦。母亲在学校食堂工作期间，诺尔经常在午饭时和工作中的母亲见面后，下午便旷课溜之大吉。
1980年，诺尔13岁时因为盗窃商店而受到6个月的缓刑观察。在这段时期，他因无事可做而使用父亲留下的一把吉他开始自学音乐，模仿电台上播放的音乐弹唱。1982年，诺尔15岁时因为将一袋面粉扔向老师而遭到学校退学处理。
1983年，英国曼彻斯特的另一只乐队史密斯 (The Smiths) 在音乐节目流行之巅 (Top of the Pops) 上首次亮相，演出名曲《This Charming Man》给诺尔留下了深刻的触动。之后他便诞生了“想要成为史密斯的吉他手强尼·马尔 (Johnny Marr) 那样的人”的心愿。
青年时代起，诺尔便在父亲的建筑工地上做工，然而父子关系却依然时常爆发争吵难以维系。离开了父亲的公司之后，诺尔又作为管道工在英国天然气公司外包的一个建筑工地工作。在这期间，诺尔不幸被煤气管道的部件砸中右脚。休养期间，他被分配去做身体负担小、较为轻松的仓储工作，这使他获得了充足的练琴和创作时间。绿洲乐队的处女专辑《绝对可能》 (Definitely Maybe) 中的《Live Forever》等歌曲便是在这个时期创作出来的。80年代后期，诺尔的大部分时间都在失业、吸食毒品和音乐创作中度过。

### 乐队巡演管理员时期（1988-1991）
1988年5月，诺尔前去观看曼彻斯特乐队石玫瑰 (The Stone Roses) 的演出时，认识了另一只本地乐队神奇飞毯 (Inspiral Carpets) 的吉他手Graham Lambert。随后当神奇飞毯的主唱Steve Holt离开乐队后，诺尔参加了选拔新主唱的试音遭到淘汰，却幸运的获得了乐队随后两年全球巡演管理人员的工作。在此期间，他结识了许多志同道合的业界人士。跟着神奇飞毯乐队全球巡演也为他带来不少日后从业的视野和经验。

### 绿洲乐队时期（1991-2009）
1991年，神奇飞毯乐队美国巡演结束后，24岁的诺尔返回家乡发现弟弟利亚姆成为了绿洲乐队的前身The Rain的主唱。诺尔曾经观看过该乐队的现场，但认为那次表演毫无吸引力。利亚姆邀请诺尔来担任乐队的经理，诺尔答应加入，但条件是他应该有权掌控管理整个乐队并且成为唯一的作曲者。早期诺尔对于乐队的掌控权使他获得了“头子” (The Chief) 的绰号。1992年1月15日,乐队举办了诺尔加入以来的第一次演出。1993年，乐队被英国著名独立音乐厂牌创造唱片 (Creation Records) 的主理人艾伦·麦基 (Alan McGee) 赏识并签约。随后几年，绿洲乐队一炮而红，影响力不断扩大如日中天。
1996年乐队出演电视节目MTV Unplugged前，利亚姆因喉咙疼痛为由拒绝演出，于是首次换由诺尔以个人名义全程担当主唱，初展歌喉。
2008年9月7日，乐队巡演至加拿大多伦多时，正在演奏的诺尔突然被冲上台的歌迷冲撞并击倒。该歌迷在尝试再次袭击主唱利亚姆之前被警卫及时制止并押送。随后诺尔前往医院检查显示肋骨遭到损伤，导致接下来的北美巡演延期。
2009年8月28日，乐队巡演至法国巴黎时，加拉格兄弟再次闹翻并致使该演出取消。随后诺尔在绿洲官方网站和个人网站上发布声明称退出乐队。

### 诺尔加拉格的高飞小鸟时期（2011-2024）
2010年3月25-26日，诺尔在伦敦阿尔伯特音乐厅举行的青少年癌症基金会 (Teenage Cancer Trust) 公益音乐会上，进行了离开绿洲后的首次演出。绿洲时期的吉他手甘姆·阿彻 (Gem Archer) 也协力同台演奏。
2011年7月，诺尔召开发布会宣布以诺尔加拉格的高飞小鸟 (Noel Gallagher's High Flying Birds) 为名另组乐队，展开音乐活动并将发布同名专辑。
2011年10月，首张专辑《诺尔加拉格的高飞小鸟》 (Noel Gallagher's High Flying Birds) 发行。
2015年2月，第二张专辑《追逐昨日》 (Chasing Yesterday) 发行。
2017年11月，第三张专辑《明月何人造》 (Who Built the Moon?) 发行。
2019年6月，EP《黑星跳舞》 (Black Star Dancing)发行 。
2019年9月，EP《正是此地》 (This Is The Place)发行 。
2020年3月，EP《蓝月当空》 (Blue Moon Rising)发行。
2023年6月，第四张专辑《社宅天空》（Council's Sky）发行。

### 绿洲重组时期（2025）
2024年，绿洲乐队宣布重组，并将在2025年举行一系列全球巡演，首场演出于2025年7月4日在英国卡迪夫举行，诺尔与利亚姆同台演出。

## 个人生活

### 家庭
1989年，22岁的诺尔搬出家和女友刘易斯·琼斯 (Louise Jones) 同居，但历经分分合合后最终无疾而终于94年分手。诺尔称这段感情始终难以放下，并认为琼斯是他的灵魂伴侣 (Soulmate) 。绿洲乐队的名曲《Slide Away》正是为她而写，《Married with Children》中的歌词“Your musics shite, it keep me up all night”也是来源于当时琼斯对正在练琴的诺尔说的话。
1997年诺尔在拉斯维加斯和梅格·马修斯 (Meg Mathews) 结婚。2000年1月27日，女儿阿奈斯·加拉格 (Anais Gallagher) 诞生。不久后诺尔和马修斯分居。同年6月，诺尔在西班牙伊维萨岛的著名夜店Space和现任妻子，来自苏格兰的公关从业者萨拉·麦克唐纳 (Sara MacDonald) 相识。次年1月，经历了众多繁杂法律公文，诺尔与马修斯离婚。虽然面临外界诸多猜疑和指责，诺尔称他从未对前妻不忠，只是无法再度忍受马修斯，因此以出轨为理由欺骗以加快离婚进程。麦克唐纳也否认有在诺尔已婚的情况下展开关系。
之后诺尔和麦克唐纳展开正式关系。2007年9月22日，儿子多诺万·加拉格 (Donovan Rory MacDonald Gallagher) 出生。2010年10月1日，儿子桑尼·加拉格 (Sonny Patrick MacDonald Gallagher) 出生。2011年6月18日，诺尔和麦克唐纳在英国汉普郡的新森林国家公园举行结婚典礼。绿洲的歌曲《She is Love》以及《Waiting for the Rapture》都是诺尔写的关于妻子麦克唐纳的歌。2023年诺尔和麦克唐纳正式离婚。他的新女友是活动策划人莎莉·马什 (Sally Mash) ，巧的是莎莉的名字也和绿洲乐队代表作《Don't Look Back in Anger》里的歌词 “So Sally can wait”一样。
90年代诺尔居住在位于伦敦贝尔塞斯公园 (Belsize Park) 的故居"Supernova Heights"中（因绿洲名曲《Champagne Supernova》而得名），并养有两只名为Benson和Hedges的猫（因他最喜欢的香烟品牌而得名） 。2019年，因伦敦发生的持刀案而担心子女安全，举家搬迁至较偏远的汉普郡并定居。诺尔家中现养有一只名为Tommy的狗和一只名为Boots的猫。

### 朋友
诺尔的朋友有披头士乐队的保罗·麦卡特尼、史密斯乐队的主唱莫里西和吉他手强尼·马尔、果酱乐队的保罗·威勒、石玫瑰乐队的贝斯手Mani、酷玩乐队的克里斯·马丁、U2乐队的波诺、脱口秀演员拉塞尔·布兰德、神韵乐队主唱理查德·阿什克罗夫特 (Richard Ashcroft) （绿洲歌曲《Cast No Shadow》便是写给他的）、演员约翰尼·德普（德普在绿洲歌曲《Fade In-Out》中弹奏了吉他）等。出演了《猜火车》和《星球大战》的知名演员伊万·迈克格雷戈也曾是诺尔的邻居，二人曾经手拿光剑玩具在花园大战。

### 足球
诺尔因是英格兰曼彻斯特城足球俱乐部的忠实球迷而闻名，曼城许多球赛的观众席上也可以看到他的身影。2011–12赛季英格兰超级联赛中，他称自己在曼城夺得队史第一个英超冠军时“哭的像个孩子”。2012年，诺尔和曼城当时的队长文森特·孔帕尼一起参加了新赛季茵宝赞助球衣的揭幕仪式以及宣发活动 。2019年5月，曼城官方宣布孔帕尼将于今夏离队结束11年曼城生涯。同月诺尔携乐队高飞鸟在韩国首尔巡演，演出时将一曲《Wonderwall》献给孔帕尼。

## 争议
诺尔因其在媒体前直言不讳的争议性言论而闻名，屡次登上众多小报头条。本人也在绿洲乐队专辑《全体集合》 (Be Here Now) 中的《My Big Mouth》一曲中承认了这点。

### 滥用药物
诺尔在90年代一直吸食药物成瘾，曾在电视节目公开称“嗑药就像早上喝茶一样平常”，引起舆论哗然。长年累月的滥用也带来了身体损伤和疾病的困扰。从1998年起诺尔决定开始戒毒，之后经受了十分严重的药物戒断反应和恐慌发作，这段恐慌的经历被写进绿洲歌曲《Gas Panic!》中。

### 模糊乐队和戴蒙·亚邦
90年代在英伦摇滚运动 (Britpop) 的巅峰之际，绿洲乐队和模糊乐队常常被媒体渲染成英国阶级与区域差异不同而产生的冲突，引发被称为“英伦摇滚之战” (The Battle of Britpop) 的排行榜拉锯战。诺尔最具争议性的言论之一便是1995年英国观察家报 (The Observer) 的一篇采访。在这篇采访中，诺尔称希望竞争对手模糊乐队的主唱戴蒙·亚邦 (Damon Albarn) 和贝斯手艾力克斯·詹姆斯 (Alex James) 患上艾滋病去世。之后不久诺尔便倍感懊悔并表达了歉意。1996年，绿洲在BRIT Awards颁奖典礼领取“最佳英国乐队”奖时，加拉格兄弟在台上一起演唱模糊乐队的名曲《Parklife》以表嘲讽。
21世纪后两队之间的隔阂逐渐消失。2013年，在青少年癌症基金会公益音乐会上，诺尔和戴蒙、模糊乐队的吉他手格雷厄姆·考克森、保罗·威勒一起同台演出了模糊的名曲《Tender》。之后诺尔也参与制作戴蒙的乐队Gorillaz歌曲《We Got the Power》，贡献背景和声。2019年诺尔接受BBC 2采访时称自己已和戴蒙成为好友。

### 利亚姆·加拉格
诺尔和弟弟利亚姆·加拉格因兄弟关系多年不合而扬名。二人之间争吵的录音甚至于1995年被作为Bootleg唱片《Wibbling Rivalry》而发行。
1994年绿洲在洛杉矶举行首次美国巡演时，利亚姆在台上演唱时故意改动了部分侮辱性的歌词。演出后二人演变为冲突大战，诺尔气愤无比以致离队出走拉斯维加斯。在绿洲二专录制期间，利亚姆邀请酒吧的朋友们来到录音棚玩闹激怒了正在工作的诺尔，于是上升为肢体冲突。
1996年，乐队出演电视节目MTV Unplugged前，利亚姆在开场前几分钟因喉咙疼痛为由拒绝演出，换由诺尔全程担当主唱。然而之后利亚姆被发现在场地二楼抽烟喝酒，并无任何护理喉咙的迹象。
2000年，乐队于西班牙巴塞罗那巡演时，利亚姆质疑诺尔和他的女儿Anais并没有血缘关系，导致二人再度发生争执，诺尔最终退出了剩余巡演。
2009年8月28日，乐队巡演至法国巴黎时，兄弟二人再次闹翻，据报利亚姆拿着吉他像“斧头”一样砸向诺尔的头，致使该演出在开场前取消。随后诺尔在其个人网站上发布声明退出绿洲，称“无法再和利亚姆共事任何一天”、“针对我和我家人、朋友的言语暴力以及羞辱已经再也无法忍受，而我的管理团队和其余乐队伙伴们仍然听之任之缺乏理解和支持，这让我除了寻得一片新的天地别无退路。”
绿洲解散后，诺尔曾接受媒体采访，指责利亚姆想利用绿洲的体育场演出来宣传他的服装品牌Pretty Green，并表示最后一轮世界巡演开始前三周就已和利亚姆激烈地大打出手。
绿洲解散后，利亚姆和剩下的乐队成员再组泡泡眼乐队 (Beady Eye) ，在2012年夏季奥林匹克运动会闭幕式上表演绿洲名曲《Wonderwall》。之后诺尔接受采访嘲弄泡泡眼是“斯特拉特福德最好的绿洲致敬乐队”(Stratford's finest Oasis tribute band)
利亚姆在推特上常发布诺尔的照片，并配文称“土豆”。
2017年，Ariana Grande的曼彻斯特演唱会上发生恐怖袭击事件后，利亚姆在One Love Manchester演唱会上表演以慰问受害者，随后他在推特发文谴责诺尔的缺席，称“诺尔已经离开了那个该死的国家，我们不是都喜欢坐上飞机为孩子们演奏你的音乐吗，你这个可悲的家伙”。诺尔随后接受媒体采访时作出回应，称他并没有被邀请参加表演，并表示“年轻的曼彻斯特人和乐迷们都受害了，而他却两次把这件事带到谈论自己身上”。
2019年，诺尔当时的妻子萨拉·麦克唐纳（Sara Macdonald）曾在Instagram上回复一位粉丝的评论，表示她不会去看利亚姆在格拉斯顿伯里音乐节的演出，称“那个胖子在Stormzy之后进行他的致敬表演，头上顶着铃鼓，看起来很过时”。利亚姆随后向诺尔的女儿Anais发送一条内容为“告诉你的继母要小心了”（Tell your step mam to be very careful）的手机短讯，这被认为是一条人身威胁讯息。作为回应，诺尔在官方推特账户上发布一篇长文谴责，“所以你现在给我十几岁的女儿发威胁信息了，是吗？你一直很擅长恐吓女人，不是吗？”、“如果我醒来发现孩子们的一只宠物沙鼠倒扣在奶酪板上，还插着一把刀，我一定会通知当地社区的护理人员。”利亚姆随后发布公开道歉表示，“我因为做出这些幼稚的举动，而向我美丽的妈妈Peggy和可爱的侄女Anais表示诚挚的歉意，我非常爱你们。”
2019年，诺尔在瑞典一档电视节目Skavlan采访中指责利亚姆在网上宣扬“绿洲不重组是因为诺尔的妻子麦克唐纳不让”，这使妻子受到不少攻击。
2025年7月4日，绿洲乐队在英国卡迪夫进行第一场重组演出，诺尔和利亚姆同台共演。

### 绿洲中国大陆巡演取消事件
2009年，绿洲正值最后一张专辑《灵魂解放》 (Dig Out Your Soul) 的巡演，此次巡演也预定了四月初在北京和上海举办。然而，二月初主办方证实绿洲中国大陆巡演全部取消，并开始筹划退票服务，一时间让已购票的乐迷们失望不已。主办方并没有具体解释取消的原因，只表示“没什么原因”。
绿洲乐队随后在乐队官网发布声明，称取消原因是诺尔曾于1997年在纽约自由西藏演唱会上演出。绿洲对于取消巡演相当失望，并希望能来为中国大陸乐迷进行表演。乐队其他地区的演出将按原定计划举行，其中包括在香港的演出。
因绿洲东亚巡演在中国大陆的两站演出悉数取消，行程安排改为台北和新加坡取代，其中台北的演唱会为乐队首次赴台表演。
3月3日，中国外交部发言人秦刚举行例行记者会，就绿洲被取消在华演出答记者问。当被记者提及演出取消是否因诺尔的背景审查，秦刚回答称“我也是从有关演出的举办方发表的声明中了解到有这样一个乐队，有这样一个演出计划。据演出举办方讲，演出的取消是由于举办方经济运作方面出现问题的原因。中方有关部门已经要求演出举办方提供进一步情况。”、“至于你提到的乐队的背景情况，该乐队在欧美也比较流行，你比我更了解，你也帮我做做家庭作业，提供其有关情况，这个乐队到底是什么样的乐队，有关歌手到底是什么样的人，我也很感兴趣。”
2009年4月诺尔接受华尔街日报采访时称，自己当年只是碰巧在纽约遇上那场演出，U2乐队、电台司令乐队 (Radiohead) 和野兽男孩乐队 (Beastie Boys) 都会参加，于是便在其他绿洲成员都不在的情况下以个人名义参演了，并不知道十多年后会造成这般风波。自己只是上台演奏音乐，对于西藏以及相关的政治问题一无所知。“最难过的还是买了票的人们。我从未去过中国大陆，现在我可能再也去不了也无法享受了。也许这就是我们能达到的最近的距离了吧。真是耻辱——国际政治真是个怪事。”
2017年利亚姆单飞巡演在北京和深圳顺利举行。2018年前绿洲成员安迪·贝尔 (Andy Bell) 携骑行乐队 (Ride) 在中国大陆巡演。据此推测其他绿洲成员应未受到禁令牵连。

## 作品目录
绿洲时期以乐队为名义的作品目录，请见绿洲乐队作品列表。这里只记录以个人以及高飞鸟乐队的名义参与的作品。

### 录音室专辑 (Album)
- 《诺尔加拉格的高飞小鸟》(Noel Gallagher's High Flying Birds) (2011)
- 《追逐昨日》 (Chasing Yesterday) (2015)
- 《明月何人造》 (Who Built the Moon?) (2017)
- 《社宅天空》(Council's Sky)(2023)

### 单曲 (Single)
| 年份 | 单曲                           | 最高排名 | 最高排名 | 专辑                                      |
| 年份 | 单曲                           | 英国     | 爱尔兰   | 专辑                                      |
| ---- | ------------------------------ | -------- | -------- | ----------------------------------------- |
| 2011 | The Death of You and Me        | 15       | 35       | 《诺尔加拉格的高飞小鸟》                  |
| 2011 | AKA... What a Life!            | 20       | –        | 《诺尔加拉格的高飞小鸟》                  |
| 2011 | If I Had a Gun...              | 95       | –        | 《诺尔加拉格的高飞小鸟》                  |
| 2012 | Dream On                       | 52       | –        | 《诺尔加拉格的高飞小鸟》                  |
| 2012 | Everybody's on the Run         | 61       | –        | 《诺尔加拉格的高飞小鸟》                  |
| 2014 | In the Heat of the Moment      | 26       | 71       | 《追寻昨日》                              |
| 2015 | Ballad of the Mighty I         | 75       | –        | 《追寻昨日》                              |
| 2015 | Riverman                       | –        | –        | 《追寻昨日》                              |
| 2015 | Lock All the Doors             | –        | –        | 《追寻昨日》                              |
| 2015 | The Dying Of the Light         | –        | –        | 《追寻昨日》                              |
| 2017 | Holy Mountain                  | 31       | –        | 《明月何人造》                            |
| 2017 | It's a Beautiful World         | 77       | –        | 《明月何人造》                            |
| 2018 | She Taught Me How to Fly       | 71       | –        | 《明月何人造》                            |
| 2018 | If Love Is the Law             | –        | –        | 《明月何人造》                            |
| 2019 | Black Star Dancing             | –        | –        | 《黑星之舞》（迷你专辑）                  |
| 2019 | This Is the Place              | –        | –        | 《正是此地》（迷你专辑）                  |
| 2019 | Wandering Star                 | –        | –        | 《蓝月之升》（迷你专辑）                  |
| 2020 | Blue Moon Rising               | –        | –        | 《蓝月之升》（迷你专辑）                  |
| 2021 | We're on Our Way Now           | –        | –        | 《走回我们曾经的路：第一卷（2011-2021）》 |
| 2021 | Flying on the Ground           | –        | –        | 《走回我们曾经的路：第一卷（2011-2021）》 |
| 2022 | Pretty Boy                     | –        | –        | 《社宅天空》                              |
| 2023 | Easy Now                       | –        | –        | 《社宅天空》                              |
| 2023 | Dead to the World              | –        | –        | 《社宅天空》                              |
| 2023 | Council Skies                  | –        | –        | 《社宅天空》                              |
| 2023 | Love Will Tear Us Apart (demo) | –        | –        | 非专辑单曲                                |
| 2023 | In a Little While (demo)       | –        | –        | 非专辑单曲                                |

### 迷你专辑 (EP)
- 《黑星跳舞》(Black Star Dancing) (2019)
- 《正是此地》 (This Is The Place) (2019)
- 《蓝月当空》 (Blue Moon Rising) (2020)

### 现场专辑 (Live Album)
- 《The Dreams We Have as Children (Live for Teenage Cancer Trust) 》 (2009)

2007年3月27日，诺尔和前绿洲成员甘姆·阿彻 (Gem Archer)于伦敦皇家阿尔伯特音乐厅 (Royal Albert Hall) 举行的青少年癌症基金会不插电公益演出。2009年其CD随英国《Sunday Times》杂志附送。

### 其他合作
- 1995: Stanley Road by Paul Weller, acoustic guitar on "I Walk on Gilded Splinters"
- 1997: Dig Your Own Hole by the Chemical Brothers, vocals on "Setting Sun"
- 1998: Saturnz Return by Goldie, guitar on "Temper Temper"
- 1998: The X-Files: The Album, the track "Teotihuacan"
- 1998: More Than Us by Travis, the track "All I Want To Do Is Rock (Live Version)"
- 1999: Surrender by the Chemical Brothers, vocals on "Let Forever Be"
- 2000: Tailgunner by Mark Coyle|Tailgunner, drums
- 2001: The Same Old Blues by Proud Mary, production, plus additional vocals, guitars, bass and percussion
- 2002: Illumination by Paul Weller, drums, percussion & bass on "One X One"
- 2003: Polaris by North Mississippi Allstars, vocals on "One To Grow On" & "Polaris" [21][22]
- 2003: Live at the Royal Albert Hall by the Who, guitar, backing vocals on "Won't Get Fooled Again"
- 2004: Always Outnumbered, Never Outgunned by the Prodigy, bass on "Shoot Down"
- 2004: Solarized by Ian Brown: collaboration on the song "Keep What Ya Got".
- 2004: All Years Leaving by the Stands, guitar on "Some Weekend Night"
- 2008: 22 Dreams by Paul Weller, bass, piano, mellotron and Wurlitzer on "Echoes Round the Sun"
- 2011: Colour of the Trap by Miles Kane, backing vocals on "My Fantasy"[23]
- 2015: A Head Full Of Dreams by Coldplay, guitar on "Up&Up"
- 2017: Humanz by Gorillaz, backing vocals on "We Got the Power"
- 2018: True Meanings by Paul Weller, pump organ
- 2020: Walls by Louis Tomlinson, writing credits on "Walls"

## 外部連結
- 官方网站
- 官方Twitter（页面存档备份，存于）
- 官方Instagram（页面存档备份，存于）
- 官方Facebook（页面存档备份，存于）
- 官方Youtube頻道（页面存档备份，存于）
- Soundcloud（页面存档备份，存于）